# جامعة سرت
جامعة سرت هي جامعة حكومية ليبية. تقع في مدينة سرت في ليبيا، وتتبع اللجنة الشعبية العامة للتعليم العالي سابقا ووزاة التعليم العالي والبحث العلمي الليبية حاليا. ولها فرع في مدينة الجفرة.

## تأسيس الجامعة
تأسست الجامعة العام 1989 كفرع من جامعة قاريونس في بنغازي، وظلت كذلك حتى انفصلت عنها بصدور قرار اللجنة الشعبية العامة سابقاً رقم (745) لسنة 1991 والذي اعتمدت بموجبه تحت اسم «جامعة التحدي» ومقرها الرسمي مدينة سرت.ثم غير الاسم في عام 2010 إلى مسمى جامعة سرت.وتعتبر جامعة سرت من أهم المعالم الموجودة داخل مدينة سرت، وتاخد الجامعة مكانا مميزا داخل المدينة حيث تقع عند المدخل الجنوبي للمدينة على بعد 1 كم من جزيرة الدوران.
تدار الجامعة وفقاً للقانون رقم (1) لسنة 1375و.ر تتكون من:-
- رئيس الجامعة.
- وكيل الجامعة للشئون العلمية.
- عمداء الكليات ومدراء المراكز.

وتمارس إدارة الجامعة مهامها من خلال الكليات والمراكز وعدد من إدارات والمكاتب المختصة بمهام إدارية ومالية وإشرافية وضبطية محدد وفقا لقرار اللجنة الشعبية العامة رقم (22) لسنة 1376و.ر 2008م بشان الهيكل التنظيمي للجامعات ومؤسسات التعليم العالي.
وعليه تتهيكل الجامعة تنظيما على النحو التالي:
'أولا: رئيس الجامعة - ويتبعه مجموعة من الإدارات والمكاتب والمراكز على النحو التالي:-
1. المسجل العام
2. إدارة المكتبات والمطبوعات والنشر
3. إدارة النشاط الطلابي
4. مكتب شؤون اللجنة
5. مكتب الشؤون القانونية
6. مكتب المراجعة الداخلية
7. مركز اللغات
8. مركز البحوث والاستشارات
9. مركز تقنية المعلومات والاتصالات
10. مركز الاكاديمي للدراسات المستقبلية
11. مركز التعليم الالكتروني
12. مركز أبحاث الطاقة المتجددة
13. مركز خدمة المجتمع وتنمية البيئة
14. مكتب الإعلام الجامعي
15. مكتب الجودة وتقييم الأداء.

ثانيًا: وكيل الشؤون العلمية.- ويتبعه:
1. إدارة شؤون أعضاء هيئة التدريس.
2. إدارة الدراسات العليا والتدريب.
3. مكتب التعاون الثقافي.
4. المكاتب الاستشارية الفنية.

ثالثًا:- الكاتب العام - ويشرف على المكاتب التالية:
1. مكتب الشؤون الإدارية
2. مكتب الشؤون المالية
3. مكتب الخدمات العامة
4. مكتب المخازن
5. مكتب التخطيط والمتابعة
6. مكتب الأمن الجامعي
7. مكتب تنمية الموارد الذاتية
8. إدارة الشؤون الفنية والمشروعات

## كليات الجامعة

### كلية الهندسة - سرت
تم تأسيس كلية كلية الهندسة الهندسة كإحدى كليات «جامعة سرت» لتكون الدعامة الأساسية، وبيت الخبرة الدائم في مجال التحديث والتطوير، والاهتمام بالعلوم التطبيقية، كما أن حاجة سوق العمل للكوادر الوطنية المؤهلة في المجالين المذكورين يواكبه في ذلك التفكير في افتتاح بقية الأقسام حيث افتتح قسم هندسة النفط والغاز والهندسة الكيميائية في العام الجامعي 2002/2001 مسيحي، وهي كلية تتكامل بها كافة المقومات الأساسية من مناهج ومعامل ودوريات، وقد خرّجت الكلية العديد من الدفعات التي ساهمت في سد احتياجات سوق العمل من العناصر الهندسية المؤهلة محققة بذلك الهدف الرئيسي وراء إنشائها، وبلغ عدد الخريجين بالكلية منذ تأسيسها وحتى 2010 في مختلف التخصصات (731) طالبًا وطالبة.
أقسام الكلية: قسم الهندسة المدنية / قسم الهندسة الكهربائية والإلكترونية / قسم هندسة النفط / قسم الهندسة الكيميائية / قسم الهندسة الميكانيكية.
الدرجات العلمية التي تمنحها الكلية: درجة الإجازة الجامعية الأولى (البكالوريوس في العلوم الهندسية)/درجة الإجازة العالية (الماجستير) في جميع تخصصات الكلية.

### كلية الطب
كلية الطب هي إحدى كليات جامعة سرت، تعمل على تهيئة المناخ الملائم للتحصيل الأكاديمي والبحث العلمي، والكلية تحتوي على معامل مزودة بأجهزة علمية ومكتبة طبية لتوفير المصادر والمراجع والوثائق، وتقوم على متابعة الأساليب الحديثة في التدريس النظري والعلمي، حيث تأسست الكلية عام 1989 مسيحي، وتشرفت كلية الطب بتخريج الكوادر الطبية المؤهلة علمياً، وكانت أول دفعة في عام الجامعي 1997/1996 مسيحي.
الدرجات العلمية التي تمنحها الكلية: تمنح الكلية الطب البشري درجة «البكالوريوس» في الطب والجراحة/تمنح الكلية الدرجة العالية «الماجستير»

### كلية طب الأسنان
.كلية طب وجراحة الفم والأسنان بجامعة سرت تعتبر من الكليات المتميزة بين الكليات المنتشرة بليبيا.
سنة 1997م، بدأت كلية طب وجراحة الفم والأسنان كقسم يتبع لكلية الطب البشري بجامعة التحدي، حيث كانت الدفعة الأولى عشرة طلاب فقط تلقوا تدريبيهم السريري بمجمع العيادات المركزي بمدينة سرت
سنة 2005م، إنفصلت كلية طب وجراحة الفم والأسنان عن كلية الطب البشري واعتبرت كلية قائمة بحد ذاتها ولها إستقلاليتها وتم إستحداث عيادة تعليمية خاصة بها مجهزة بعدد 10 كراسي أسنان داخل الحرم الجامعي لكلية المعلمين سابقاً.
سنة 2009، تم التفاهم بين كل من جامعة سرت واللجنة الشعبية العامة للصحة (سابقا) نظراً لتزايد الطلب لخدمات الأسنان بمدينة سرت. أستحدث الجامعة حين ذلك مجمع عيادات الأسنان التعليمي يتبع كلية طب وجراحة الأسنان مجهز بعدد (20) كرسي أسنان.
والي وقتنا هذا تعتبر كلية طب وجراحة الفم والأسنان من الكليات الرائدة داخل مدينة سرت وليبيا من حيث مستوى التدريس والخدمات المقدمة للمرضى حيث تظم لفيف من أعضاء هيئة التدريس الأكفاء وتربطها علاقات تعاون دولي علمي أكاديمي مع عدد من الكليات بكل من جمهورية تونس وجمهورية مصر العربية يستفاد من هذا التعاون في تنظيم زيارات علمية لعدد من أعضاء هيئة التدريس مختصين لهم الخبرة العلمية الأكاديمية وهم خريجون من مدارس عالمية مرموقة.
أقسام الكلية: قسم التركيبات الصناعية ويضم الاتى: 
قسم خواص مواد الأسنان / قسم التركيبات الثابتة/ التركيبات المتحركة
قسم بيولوجيا الفم والاسنان ويضم الاتى: قسم أنسجة الفم / قسم التشريح الوصفي للأسنان/ قسم أمراض الفم
قسم العلاج التحفظى ومداواة الجذور ويضم الاتى: قسم العلاج التحفظي /مداواة الجذور.
قسم طب الفم والتشخيص والأشعة.
قسم تقويم الأسنان.
قسم علاج اللثة والنسجة الداعمة
قسم الأسنان للأطفال
قسم صحة المجتمع والطب الوقائي.
تمنح الكلية درجة «البكالوريوس» في طب وجراحة الفم والأسنان.

### كلية الآداب والتربية - سرت
تحرص كلية الآداب والتربية منذ تأسيسها على عملية البحث العلمي والعناية بالحضارة الإسلامية، والعمل على رقي الآداب والفنون، فهي تعمل على تأهيل طلابها لأعلى مستوى فكري وعلمي وتوسيع قاعدة العلم والمعرفة، وتأسست الكلية بقرار رقم (90) لسنة 1989 مسيحي الصادر عن اللجنة الشعبية العامة للتعليم العالي باسم كلية الآداب والعلوم كفرع من جامعة «قاريونس» وفي سنة 1991 مسيحي تم اعتماد جامعة سرت كجامعة مستقلة من الناحية المالية والإدارية والعلمية، وفيما بعد في عام 2000 مسيحي، سميت كلية الآداب والتربية، وقد بلغ عدد الخريجين منذ تأسيسها حتى 2010 "1676" خريجاً.
أقسام الكلية: قسم الجغرافيا/ قسم التاريخ / قسم اللغة العربية/ قسم الدراسات الإسلامية / قسم اللغة الفرنسية / قسم اللغة الإنجليزية / قسم التفسير / قسم الإعلام / قسم الاجتماع.

### كلية القانون
هي إحدى كليات جامعة سرت حيث تعمل على النهوض بالمعرفة القانونية في شتى المجالات وإعداد الكوادر العلمية في الجانب العلمي والتطبيقي من خلال تنظيم المحاكمات الجنائية الصورية التي تدرب الطلاب على كيفية ارتياد قاعات الجلسات بالمحاكم.
وقدّ تأسست كلية القانون عام 1990 / 1991 مسيحـي ضمــن كليات جامعة سرت، كما تم ضم قسم القانون بالجفرة إليها بموجب قرار اللجنة الشعبية العامة للتعليم العالي رقم (2) لسنة 2004مسيحي، حيث أصبحت فرعاً من كلية القانون جامعة سرت، حيث تشرفت كلية القانون بتخريج مجموعة من الكوادر القانونية والمؤهلة علمياً والبالغ عددهم (993) طالباً وطالبة منذ تأسيسها.
الأقسام العلمية التي تضمها الكلية: قسم القانون العام/ قسم القانون الخاص / قسم القانون الجنائي / قسم القانون الدولي العام / قسم الشريعة الإسلامية.
الدرجات العلمية التي تمنحها الكلية: تمنح الكلية شهادة الإجازة الجامعية الأولى «الليسانس»/الإجازة العالية «الماجستير» في جميع التخصصات.

### كلية العلوم - سرت
أُنشئت كلية العلوم وهي إحدى كليات جامعة سرت لتمنح طلابها فرص الاختيار بين مختلف تخصصاتها العلمية وتأهيلهم معرفيًا ومهنيًا، تلبية لاحتياجات الجماهيرية العظمى من العناصر الوطنية لتغطية سوق العمل بالمستوى المطلوب، وقد بلغ عدد الخريجين منذ تأسيسها (825) طالبًا وطالبة.
أقسام الكلية: قسم الحاسوب / قسم الفيزياء / قسم النبات / قسم الكيمياء/ قسم علوم الحيوان / قسم الرياضيات.
الدرجات العلمية التي تمنحها الكلية: الدرجة الجامعية الأولى (البكالوريوس)/ درجة الإجازة العالية (الماجستير)وذلك في جميع التخصصات العلمية.

### كلية الزراعة
هي إحدى كليات جامعة سرت حيث تعمل على تزويد المجتمع بالعناصر المتخصصة بالعلوم الزراعية وإعداد كوادر علمية مؤهلة، الأمر الذي ترتب عليه المساهمة في إعداد الكفاءات في مختلف مجالات العلوم الزراعية، حيث تأسست الكلية عام "2000"مسيحي، وكان فيها قسم علمي واحد هو قسم التربة والمياه إلى عام "2008/2007 "مسيحي حيث أنشئت بقية الأقسام العلمية بالكلية، وبلغ عدد الخريجين منذ تأسيسها في عام "2001/2000" مسيحي (86) طالباً وطالبة.
أقسام الكلية: القسم العام / قسم التربة والمياه/ قسم الإنتاج النباتي ووقاية النبات / قسم الإنتاج الحيواني.
الدرجات التي تمنحها الكلية: الإجازة التخصصية في العلوم الزراعية «البكالوريوس»/الإجازة العالية «الماجستير» في جميع التخصصات.

### كلية الاقتصاد بجامعة سرت
هي إحدى الكليات العلمية المتخصصة التي تضمها «جامعة سرت» التي بدأت في تقديم رسالتها واستقبال طلابها منذ العام الذي تأسست فيه الجامعة «1989 م» وامتدت مسيرتها العلمية طوال هذه السنوات رافعة شعلة العلم والمعرفة لتشارك نظيراتها من كليات الاقتصاد الليبية في تنمية الموارد البشرية وخدمة المجتمع سعياً لتحقيق التقدم والنماء. تحرص الكلية دائماً على تطوير مناهجها ونظامها التعليمي لمواكبة التطورات العلمية والمهنية. الأقسام العلمية التابعة للكلية:
أقسام الكلية: قسم الاقتصاد (جامعية+دراسات عليا) / قسم إدارة الأعمال / قسم المحاسبة / قسم التمويل والمصارف / قسم الإحصاء والتــأمين / قسم العلوم السياسية.

### كلية التمريض
هي إحدى كليات جامعة سرت التي تقع بمبنى منفصل خارج الحرم الجامعي، والكلية تحوي معامل تمريضية تخصصية، ومعامل لمواد العلوم الأساسية مزودة بمجسمات وأجهزة علمية حديثة، ومعمل حاسوب ومكتبة طبية ومكتبة إلكترونية، لتهيئة المناخ الملائم للتحصيل الأكاديمي والبحث العلمي، حيث تأسست كلية التمريض عام 2007 مسيحي، طبقاً لقرار أمين اللجنة الشعبية العامة للتعليم والبحث العلمي، حيث أن الكلية افتتحت حديثاً، ولم تقم بتخريج دفعات في السابق، وستكون أول دفعة في سنة 2012 مسيحي.
أقسام الكلية: قسم التمريض العام / قسم تمريض القبالة وحديثي الولادة/ قسم تمريض العناية الفائقة / قسم تمريض العمليات والجراحة.

### كلية إعداد المعلمين
تأسست كلية إعداد المعلمين بجامعة سرت في البداية كمعهد لإعداد المعلمين وبقرار أمين اللجنة الشعبية العامة للتعليم والبحث العلمي، وفي عام (2004) مسيحي تم ضم المعهد العالي لإعداد المعلمين إلى جامعة (سرت) تحت مسمي كلية المعلمين، فهي تقوم على إعداد المعلم مهنياً وثقافياً وأكاديمياً واجتماعيا، وتسعى لتطوير برامجها التربوية والمهنية وذلك إيماناً بأهمية التدريس، وقد بلغ عدد الخريجين منذ تأسيسها (1416) طالباً وطالبة في درجتي الليسانس والبكالوريوس. 
الدرجات التي تمنحها الكلية: درجة «البكالوريوس» في العلوم والتربية / تمنح الكلية درجة «الليسانس» في الآداب والتربية.

### كلية الآداب والعلوم - فرع هون
أُنشئت من أجل خدمة المجتمع الجماهيري والبحث العلمي وتطوره، وإعداد كوادر علمية مؤهلة قادرة على تحقيق الأهداف وخطط التحول الاقتصادي والاجتماعي حيث تأسست بموجب قرار الأخ / أمين اللجنة الشعبية العامة للتعليم والبحث العلمي لسنة (1993) مسيحي، وبلغ عدد الخريجين منذ تأسيس الكلية وحتى نهاية العام الجامعي (2008-2009) مسيحي (1157) خريجاً في مختلف التخصصات.
أقسام الكلية
تضم كلية الآداب والعلوم أحد عشر قسمًا على النحو التالي:
الأقسام الإنسانية: قسم اللغة العربية / قسم اللغة الإنجليزية / قسم علم الاجتماع / قسم الدراسات التاريخية/ قسم الجغرافيا / قسم علم النفس.
أقسام العلوم التطبيقية: قسم الكيمياء/ قسم الأحياء/ قسم الحاسوب / قسم الرياضيات / قسم الفيزياء.
الدرجات العلمية التي تمنحها الكلية: درجة الليسانس بالنسبة للعلوم الإنسانية/ درجة البكالوريوس بالنسبة للعلوم التطبيقية.

### كلية إعداد المعلمين - فرع ودان
كلية إعداد المعلمين هي إحدى القلاع الأكاديمية الموجودة بالجماهيرية العظمى، فهي تُعنى بإعداد الكوادر التعليمية والتربوية مستخدمة أحدث الطرق في التعلم والتلقي، والمساهمة في رفع العملية التعليمية والتربوية، حيث أُنشئت بقرار من أمين اللجنة الشعبية العامة للتعليم والبحث العلمي سنة (2005)مسيحي، وقد بلغ عدد الخريجين منذ إنشاء الكلية حتى سنة (2008/2009)مسيحي.
أقسام الكلية: قسم اللغة الإنجليزية/ قسم اللغة العربية / قسم اللغة الفرنسية / قسم الحاسوب / قسم الفيزياء / قسم الرياضيات.

### كلية التقنية الطبية (هون)
هي إحدى الكليات العلمية بجامعة سرت تأسست بناءًَ على قرار اللجنة الشعبية العامة للتعليم العالي رقم (4) حيث بدأت الدراسة في هذه الكلية في العام الجامعي (2006/2005)مسيحي، حيث يشمل برنامجها العلمي دراسة شاملة لمجالات التقنية الطبية يتيح الفرصة أمام الطلاب الذين يرغبون في توجيه دراستهم إلى بعض التخصصات، وقد بلغ عدد الخريجين (82)طالب وطالبة لسنة 2009/2008)م.
أقسام الكلية: القسم العام/ قسم العلاج الطبيعي / قسم العناية الفائقة والتخدير / قسم المختبرات الطبية.

## وصلات خارجية
- موقع الجامعة الرسمي
- جامعة سرت - قائمة عضوية اعضاء اتحاد الجامعات المتوسطية